# Astragalus matiensis
Astragalus matiensis är en ärtväxtart som beskrevs av Pei Chun Qiong Li. Astragalus matiensis ingår i släktet vedlar, och familjen ärtväxter. Inga underarter finns listade i Catalogue of Life.